# Pizza hạnh phúc
Pizza hạnh phúc là một kiểu bánh pizza ở Campuchia bao gồm các thành phần tẩm cần sa và có đủ THC để tác động lên thần kinh. Pizza hạnh phúc điên cuồng là một loại bánh pizza được công ty The Pizza Company cung cấp ở Thái Lan, các thành phần đều được lấy cảm hứng từ món súp tom yum gai mà một số được tẩm cần sa. Món này không sở hữu lượng THC đáng kể, nhưng có thể chứa các hợp chất cannabinoid khác. Pizza này ăn kèm theo lá cần sa chiên giòn ở trên. Cái tên này có liên quan đến bánh pizza hạnh phúc của người Campuchia.